# Policlinico militare Celio

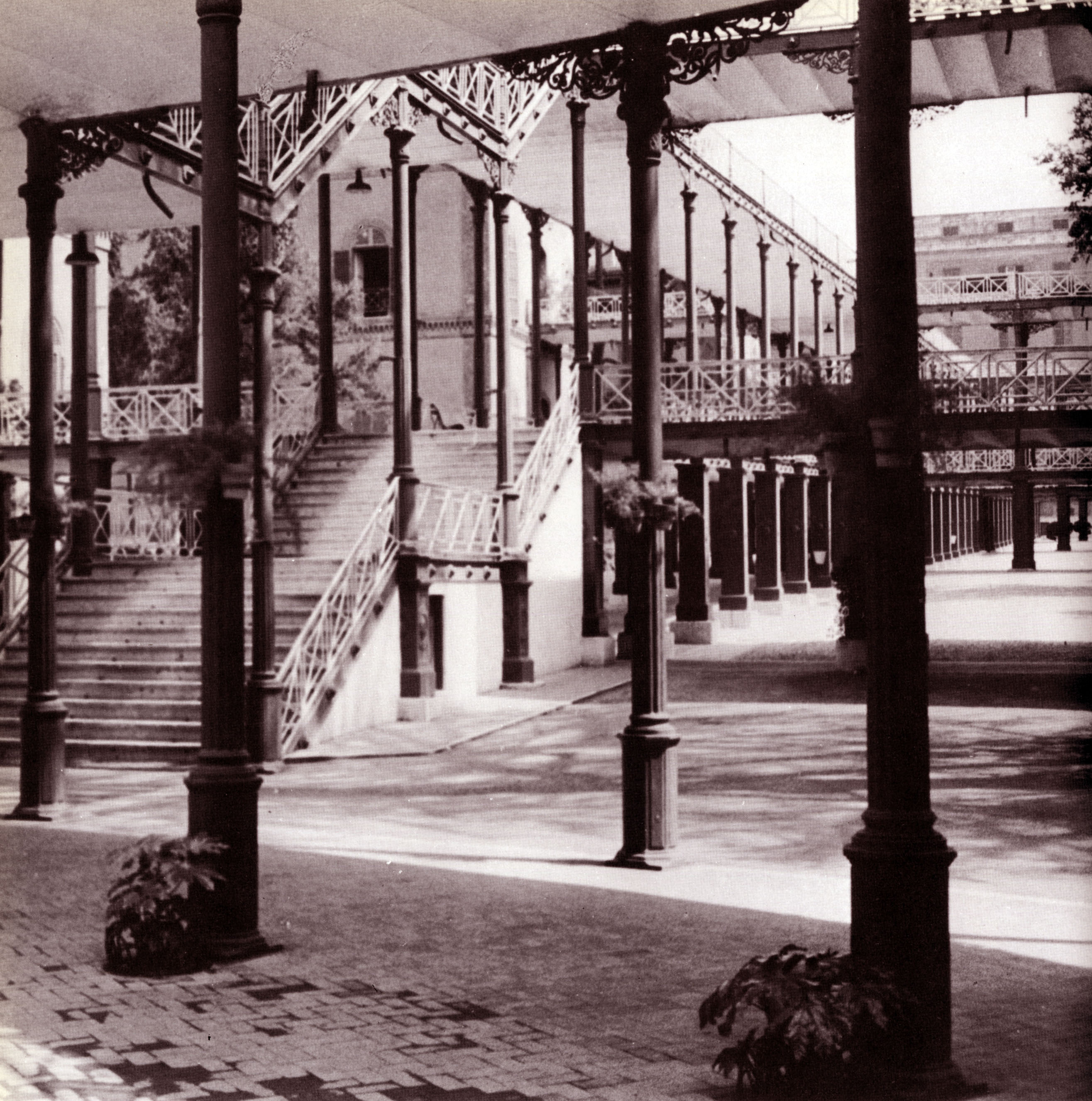
Ospedale militare Celio nel 1915.

Il Policlinico militare di Roma "Celio", già Ospedale militare "Principale", è un ospedale militare interforze di Roma gestito dal Corpo sanitario dell'Esercito Italiano e dipendente direttamente dal Comando logistico dell'Esercito.
È intitolato alla medaglia d'oro al valor militare (MOVM) Attilio Friggeri, ufficiale medico morto in combattimento, in Slovenia durante la seconda guerra mondiale, e si trova all'interno del comprensorio militare "Villa Fonseca", sito sul colle Celio e sede anche dell'Ispettorato generale della sanità militare.

## Storia
Dopo la presa di Roma la sanità militare trovò spazio nei diversi ospedali papalini fino alla confisca ed esproprio il 1º maggio 1873 dell'ospedale del convento di Sant'Antonio Abate all'Esquilino, che divenne quindi la prima struttura ospedaliera militare di Roma come capitale del Regno d'Italia col nome di Ospedale divisionario.
Nel 1880 fu emanato un decreto di convenzione per la realizzazione di due ospedali militari a Roma: uno principale, con una capacità di circa 1000 letti, ed uno ausiliario, con una capacità di 500 letti, ma questa soluzione fu rivista con la promulgazione della legge di approvazione della convenzione nel 1881, che previde la realizzazione di un unico ospedale, con capienza di circa 1000 letti. Ancora prima di concordare l'effettivo posizionamento dell'ospedale, fu realizzato un progetto di massima del nosocomio, con una capacità prevista di 700 pazienti.
Nel maggio 1882 fu affidato ad un'apposita commissione presieduta dal generale Giuseppe Garneri il compito di valutare la localizzazione del nuovo ospedale sul colle Celio; la commissione diede parere favorevole in appena un mese e fu quindi realizzato il progetto definitivo, redatto da un gruppo di architetti coordinato dal colonnello del Genio Luigi Durand de la Penne. I lavori iniziarono il 15 luglio 1885 sull'area delle ville Casali e Fonseca, appositamente espropriate e si conclusero nel 1891. Durante gli scavi per la costruzione furono ritrovate un gruppo di ricche dimore romane, tra le quali quella dei Symmachi, e i resti della Basilica Ilariana. I padiglioni dell'ospedale furono ultimati il 20 maggio 1891 e il primo direttore fu il tenente colonnello medico Ettore Ricciardi, che dispose la conseguente chiusura dell'ospedale militare dell'Esquilino.
Nel 1952 l'Ospedale militare è stato intitolato al sottotenente medico Attilio Friggeri, insignito della Medaglia d'oro al valor militare alla memoria, nel decimo anniversario dalla sua morte avvenuta a Slebic (Slovenia).
Dal 1982 interviene anche nelle missioni militari italiane all'estero, prestando assistenza in molti teatri operativi cui partecipano militari italiani. Dalla fine degli anni '80 ha assunto la denominazione di "Policlinico militare" di Roma.
L'ospedale rimase noto come Ospedale militare "Principale" di Roma, nome che mantenne fino al 1991, anno in cui assunse la denominazione di Policlinico militare "Celio".

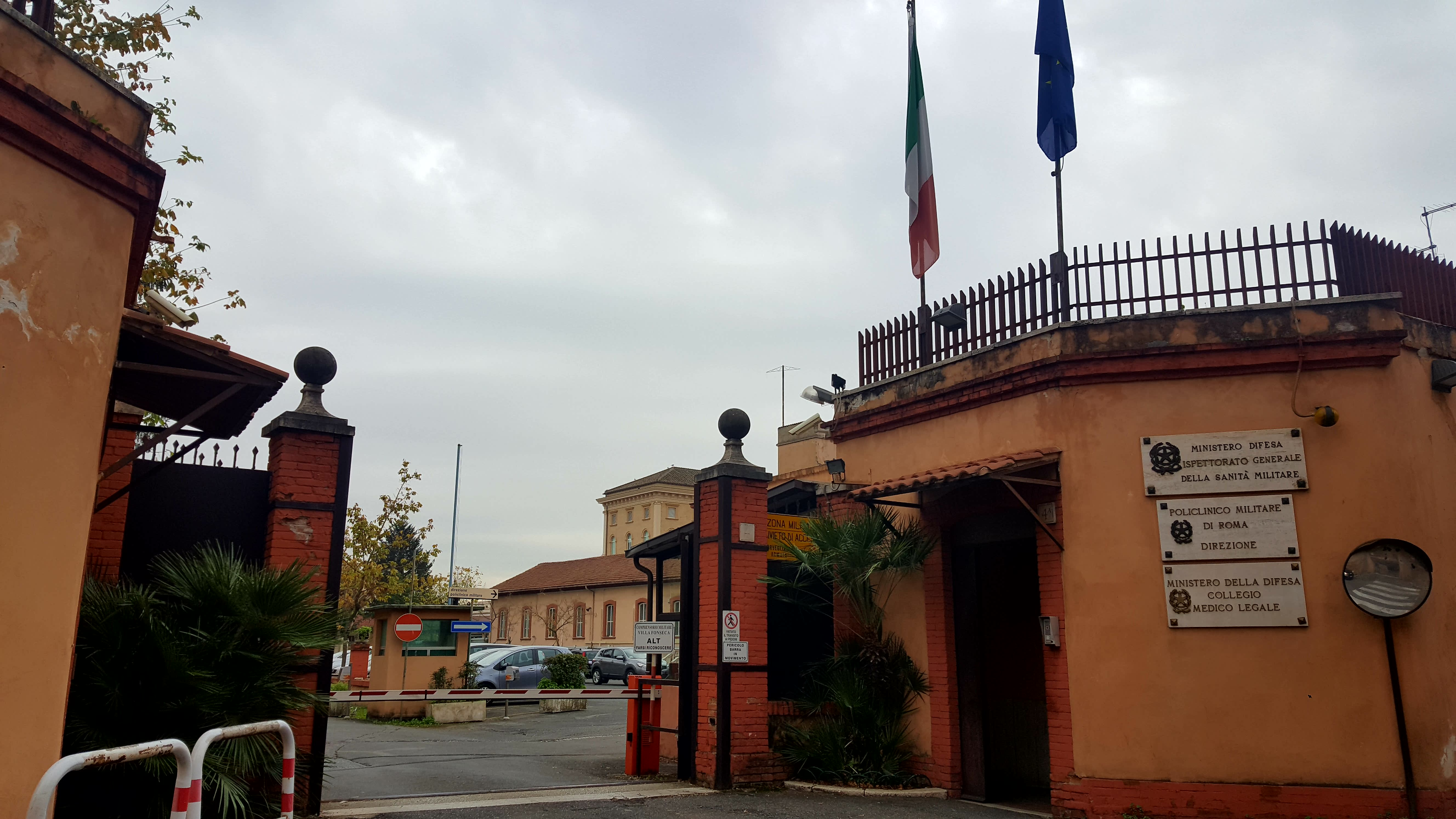
Ingresso del Policlinico da Via Santo Stefano Rotondo.

Nel 2006 passa alle dipendenze dirette del Comando logistico dell'Esercito.
Il 21 aprile 2013, in occasione delle celebrazioni del 2.766° Natale di Roma, è stata conferita al Policlinico militare "Celio" la cittadinanza onoraria di Roma.

## Compiti
Assicura la gestione delle emergenze/urgenze medico-chirurgiche, a prevalente connotazione poli-traumatologica.
Il ricovero o le visite specialistiche presso il policlinico sono riservate di norma alle forze armate italiane e ai parenti dei militari aventi diritto al Servizio sanitario militare, ma anche a quelli del SSN, previa autorizzazione della Direzione del policlinico militare.
Al policlinico vengono ricoverati anche i militari italiani feriti in missioni all'estero.
All'estero attualmente assicura supporto logistico sanitario in Afghanistan, Libano e Kosovo.
Fornisce infine anche consulenza tecnica medico-legale alla pubblica amministrazione.

## Organizzazione
È suddiviso in 13 dipartimenti, una Direzione, Amministrazione, Farmacia, Servizio Day Hospital e un Nucleo Carabinieri Celio. Il direttore dal giugno 2024 è il Maggior Generale Vincenzo Campagna.
Presso questa struttura vengono inviati gli Ufficiali medici, Ufficiali farmacisti, e Marescialli Infermieri dell'Esercito italiano, dell'Arma dei Carabinieri, della Marina Militare e dell'Aeronautica Militare. Circa un decimo degli allievi ufficiali dell'Esercito Italiano dell'Accademia di Modena che conseguono la laurea in medicina all'Università di Modena vengono, al termine dell'iter formativo, assegnati al Policlinico Militare. 

### Dipartimenti
- Area Medica
- Scientifico (alle cui dipendenze è collocato il Centro Veterani della Difesa[11])
- Patologia Cardiorespiratoria
- Area Chirurgica
- Patologia Osteo-Articolare
- Nefro-Urologiche
- Scienze Ginecologiche
- Patologia Neuro-Sensoriale
- Scienze Neurologiche e Psichiatriche
- Diagnostica
- Odontostomatologico
- Emergenza e Accettazione
- Anestesia e Rianimazione
- Immunoematologia
- Medicina Fisica e Riabilitazione

Inoltre il Servizio chimico farmaceutico è in capo alla Farmacia del Policlinico.